# KSK

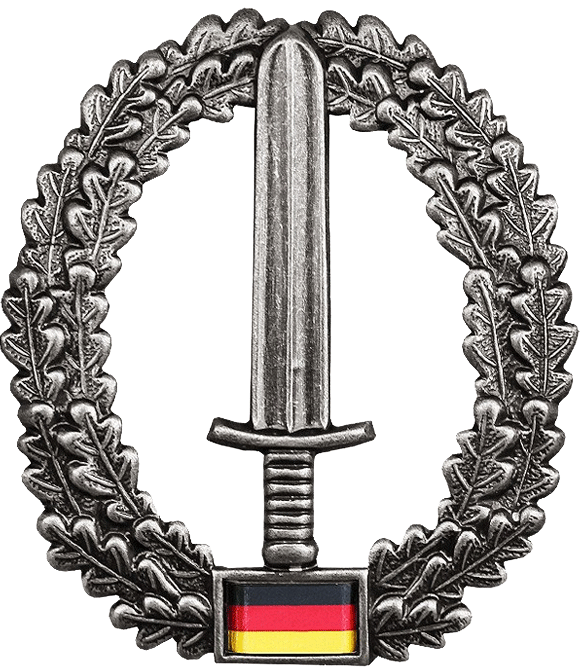
Эмблема подразделения

Командование сил специального назначения (нем. Kommando Spezialkräfte (KSK)) — воинская часть специального назначения в составе вооружённых сил Федеративной Республики Германия.

## Дислокация и Структура
Штаб-квартира и казармы военнослужащих КSК расположены на юго-западе ФРГ — в городе Кальв округе Карлсруе земли Баден-Вюртемберг на территории средневекового замка графа Цеппелин (нем. Zeppelin) в городе Кальв — месте бывшей дислокации 25-й воздушно-десантной бригады (нем. Luftlandebrigade 25).
Структурно KSK делится на 4 направления по специализации — в зависимости от способа доставки в тыл противника: суше, воздуху, воде и сложных географических условий (горные, полярные).
Гарнизон KSK в Кальве насчитывает до 1400 — офицеров и унтер-офицеров разведчиков Бундесвер и 150 — гражданского обслуживающего персонала.

### Список командиров бригады
Предыдущими командирами были:
- бригадный генерал Фред Шульц (нем. Fred Schulz) — 20.09.1996—01.10.1998;
- бригадный генерал Ханс-Хайнрих Дитер (нем. Hans-Heinrich Dieter) — 01.10.1998—23.11.2000;
- бригадный генерал Райнхард Гюнцель (нем. Reinhard Günzel) — 23.11.2000—14.11.2003;
- бригадный генерал Карл-Хубертус Сильвестер фон Бутлер (нем. Carl-Hubertus Sylvester von Butler) — 14.11.2003—18.08.2005;
- бригадный генерал Райнер Хартброд (нем. Rainer Hartbrod) — 18.08.2005—29.06.2007;
- бригадный генерал Ханс-Кристоф Аммон (нем. Hans-Christoph Ammon) — 29.06.2007—01.10.2010;
- бригадный генерал Хайнц Йозеф Фельдманн (нем. Heinz Josef Feldmann) — 01.10.2010—27.03.2013;
- бригадный генерал Даг Кнут Баэр (нем. Dag Knut Baehr) — 27.03.2013—23.06.2017;
- бригадный генерал Александер Золльфранк (нем. Alexander Sollfrank)[4] — 23.06.2017—26.06.2018;
- бригадный генерал Маркус Томас Крайтмайр (нем. Markus Thomas Kreitmayr)[5] — 26.06.2018—30.09.2021;
- бригадный генерал Ансгар Мейер (нем. Ansgar Meyer)[6] — 30.09.2021—14.06.2024;
- бригадный генерал Александер Кроне (нем. Alexander Krone)[7][8] — 14.06.2024 — н. в.

## Задачи
KSK рассчитана на диверсионные, антидиверсионные действия, освобождение и эвакуацию заложников и т. д. Задачи KSK предусматривают их выполнение, как на территории ФРГ, так и за ее пределами. Деятельность KSK засекречена.
Проводит военные операции в рамках кризисной профилактики и кризисного противостояния, а также в рамках обороны страны и обороны союзных государств НАТО. В задачи KSK входят:
- разведка в тылу противника, проникновение на охраняемые объекты и проведение на их территории диверсионных мероприятий;
- операции по ликвидации руководителей, высших военачальников противника, штабов, систем связи и инфраструктуры военного руководства;
- управление ракетными и авиационными ударами, направленными вглубь территории противника (маркировка цели лазером). Взаимодействие с другими частями вооруженных сил;
- спасение и освобождение собственных и союзных солдат;
- противостояние действиям аналогичных антидиверсионных и антитеррористических подразделений глубоко в тылу врага.

## Отбор
Для зачисления в KSK военнослужащие Бундесвер проходят испытания, так называемой «адской неделей»: 160‑километровым марш-броском с полной выкладкой по болотистой местности, испытываются допросом с пристрастием — лишением ночного сна, голодом, внезапным ярким светом в лицо, оглушительной рок-музыкой, ледяной водой и прочими раздражителями.

## Таск Форс 47
В 2007 году для выполнения специальных разведывательных, антитеррористических задач Бундесвер ФРГ в составе международных сил содействия безопасности (ISAF) НАТО в Афганистане — KSK создало в северо-восточном городе Кундуз структурное подразделение с кодовым названием «Task Force 47» (TF-47).
Боевая деятельность подразделения была засекречена, известно лишь, что «TF-47» включала разведывательную, агентурную, диверсионную, противо-диверсионную составляющие, включая освобождение заложников. В зоне ответственности «Север» военные операции TF-47 охватывали афганские провинции Кундуз, Баглан, Тахар, Бадахшан, Балх, Саманган.
Все бойцы KSK действовали под вымышленными именами.
Таск Форс 47 (Task Force 47 (TF-47) в переводе с англ. — «Целевая группа 47») функционировало вплоть до вывода войск коалиции ISAF (НАТО) 31 августа 2021 года.
Помимо представителей спецназа KSK в тактической группе TF-47 из 120—200 военнослужащих Бундесвера состояли также офицеры и унтер-офицеры сил быстрого реагирования, армейской разведки и Федеральной разведывательной службы ФРГ. Шеврон TF-47 идентичен KSK с отличием в наличии номера «47». В 2000-е годы TF-47 было единственным специальным подразделением Бундесвера в Афганистане.
В ночь на 4 сентября 2009 года TF-47 оказалось в центре скандала: в окрестности кишлака Омар-хейль по настоянию её командира оберста (полковника) KSK Георга Кляйна — авиация международных сил содействия безопасности ISAF (НАТО) — авиация США нанесла авиаудар, приведший к массовой гибели гражданского населения.

## Вооружение

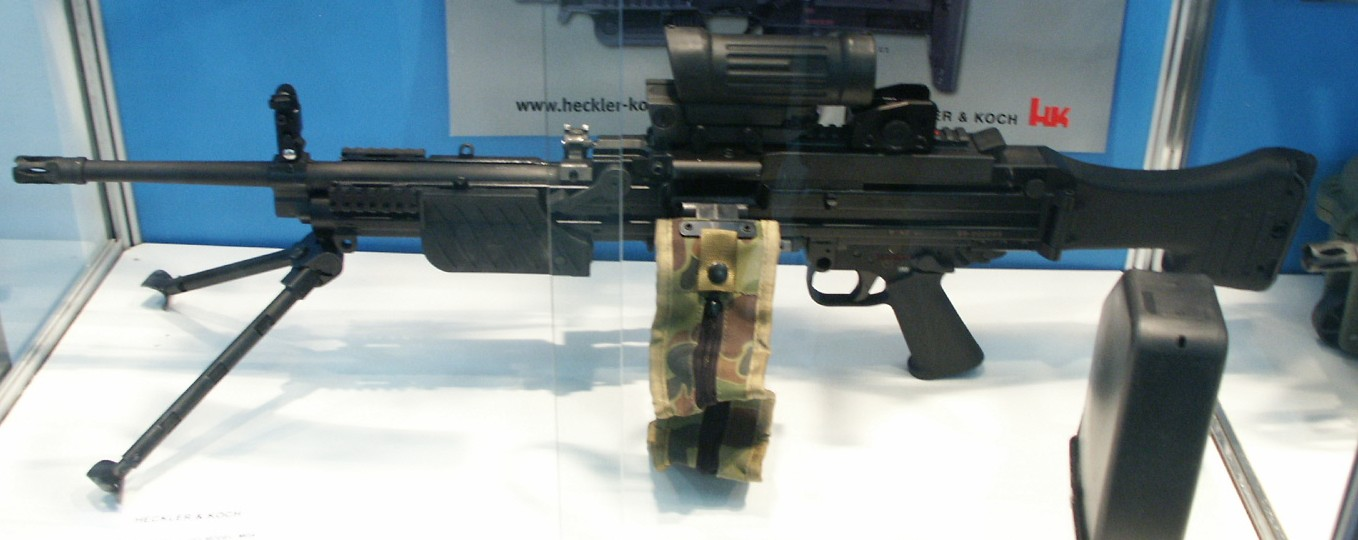
HK MG4

- Пистолет-пулемёт HK MP5 (Heckler & Koch)
- Пистолет-пулемёт HK MP7A1 (Heckler & Koch)
- Автомат HK G36K (Heckler & Koch)
- Пулемет HK MG4 (Heckler & Koch)

## Известные случаи боевого применения
- Руанда
- SFOR — Босния и Герцеговина
- KFOR — Косово
- ISAF — Афганистан

Операция по захвату полевого командира талибов Муссы Халина

## В художественной литературе
- Ильяс Дауди. «Цугцванг обер-лейтенанта Бруно Тевса» повесть военно-исторического романа-трилогии «В Круге Кундузском». — М.: ДеЛибри, 2021. — 136 с. — ISBN 978-5-4491-1165-4.